# Häggeby distrikt
Häggeby distrikt är ett distrikt i Håbo kommun och Uppsala län. 
Distriktet ligger i nordöstra delen av kommunen.

## Tidigare administrativ tillhörighet
Distriktet inrättades 2016 och utgörs av socknen Häggeby i Håbo kommun.
Området motsvarar den omfattning Häggeby församling hade vid årsskiftet 1999/2000.